# Mara Nadiezhda Robles Villaseñor
Mara Nadiezhda Robles Villaseñor (Guadalajara, 21 de mayo de 1969) es una economista, política y académica mexicana, condecorada en 2022 con el Premio Universitario de Derechos Humanos de la Universidad de Guadalajara, por su compromiso y trabajo legislativo en materia de educación y ampliación de derechos.Desde 2023 es integrante del Sistema Nacional de Investigadores.
Desde el 1 de mayo de 2025 funge como Rectora del Centro Universitario de Ciencias Económico-Administrativas (CUCEA) de la Universidad de Guadalajara, cargo al que fue designada por la Rectora General y en el que ha de desempeñarse hasta el 30 de abril de 2028. Con ello, Robles Villaseñor se convierte en la primera mujer en dirigir las labores de dicho centro.

## Biografía
Estudió la licenciatura en economía y la especialidad en planeación de la educación superior en la Universidad de Guadalajara (UdeG). Es maestra en políticas públicas comparadas por la Facultad Latinoamericana de Ciencias Sociales (FLACSO) y doctora en cooperación e intervención social por la Universidad de Oviedo, grado que obtuvo con la tesis "Pagar el trabajo de las amas de casa es posible. Estudio de factibilidad del pago al trabajo doméstico en México por sus beneficiarios directos".
Es hija del médico y luchador social Joel Robles Uribe, de quien recibió una sólida formación de izquierda desde temprana edad. Ello la llevó a mantener cercanía e interlocución con líderes comunistas como Valentín Campa o Arnoldo Martínez Verdugo, quienes fueron personajes cercanos a su entorno familiar.
Entre 1986 y 1987, como parte de su instrucción política e ideológica de izquierda, realizó una estancia en la Academia de Ciencias de Bulgaria, en el marco del programa de formación de cuadros del partido socialista mexicano. Regresó de esa experiencia para apoyar, por influencia de la corriente emanada del Partido Comunista Mexicano en la que militaba, a Cuauhtémoc Cárdenas, quien para ese entonces había renunciado al PRI y se consolidaba como una opción para la izquierda mexicana en la carrera presidencial de 1988.   
En su paso por la política estudiantil de su alma mater, la economista fue la primera mujer en contender por la presidencia de la Federación de Estudiantes Universitarios (FEU) en 1991, respaldada por la Corriente Estudiantil Independiente.Aunque no resultó ganadora en ese proceso, su papel en la contienda fue muy relevante, pues pugnó por elecciones limpias y debates sin violencia.Entre 1991 y 1993 fue secretaria de Coordinación y Planeación de la Federación y de 1993 a 1994 se desempeñó como secretaria General de la organización.   
Más tarde, en noviembre de 1994, se convirtió en diputada por representación proporcional en el Congreso de la Unión, con tan sólo 24 años de edad. Como parlamentaria de la LVI Legislatura, fue secretaria de la Comisión de Relaciones Exteriores y Asuntos fronterizos e integrante de la Comisión Especial de Asuntos de la Juventud. Desde dicho espacio de representación, promovió la Ley de doble nacionalidad que permitió a cientos de miles de migrantes mantener su ciudadanía mexicana. Así mismo, también promovió la Ley de Derechos de los Jóvenes y propuso que se destinara el 8% del Producto Interno Bruto (PIB) a la educación.
A su regreso a Guadalajara, al término de la legislatura, se dedicó a sus labores como docente en la UdeG y en el año 2000, contendió por la presidencia municipal bajo las siglas del PT.
La también académica ha tenido una basta carrera en el servicio público, ocupando cargos a nivel municipal, estatal y federal, logrando combinar su labor política con su quehacer como administrativa y profesora-investigadora en su casa de estudios.   

## Trayectoria
Fue diputada en la LVI Legislatura (1994-1997) del Congreso de la Unión, convirtiéndose en la parlamentaria más joven de su generación. Desde ese espacio, sus mayores luchas fueron por los derechos de las y los jóvenes, por la cultura y por la mejora en la calidad de la educación en México. 
Su presencia en foros regionales e internacionales sobre género y juventud ha sido notable. En 1995, fue delegada a la Conferencia de la Mujer del Parlamento Latinoamericano (PARLATINO) en Sao Paulo y en la Preconferencia Internacional de la Mujer en la sede de las Naciones Unidas en Nueva York. Ese mismo año, participó como delegada en la Conferencia Internacional de la Mujer en Beijing, China. En 1997, representó a México en la Reunión de especialistas sobre juventud de la Organización Iberoamericana de Juventud en Cartagena de Indias y como delegada del PRD en la Internacional Socialista (IS) en Roma. De igual manera, del 21 al 23 de octubre de 2013, fungió como vicepresidenta de la Conferencia Internacional sobre Ciudades del Aprendizaje de la UNESCO,celebrada en Beijing, China, en su calidad de Secretaria de Educación de la Ciudad de México.
Siempre cercana a la Universidad de Guadalajara, se desempeñó como asesora de la Rectoría General durante el periodo de reforma de la institución, que dio paso a la creación de la Red Universitaria de Jalisco. En el año 1998 regresó a radicar en Guadalajara, donde colaboró como coordinadora de asesores del cabildo municipal. Durante ese periodo, realizó estudios de diagnóstico y coordinó el trabajo de expertos en derecho municipal e igualdad de género, lo que derivó en el diseño de la Iniciativa de Creación de la Comisión de Equidad y Género como parte de las comisiones edilicias del Ayuntamiento de la ciudad. 
Durante el periodo comprendido entre 2002 y 2004, la economista laboró para la Universidad de Guadalajara en dos instancias que marcaron significativamente su experiencia profesional. En Radio Universidad fue conductora titular del noticiero y conductora del programa "Revista de Análisis Político". Simultáneamente, trabajó en televisión en el programa "Reportaje de Actualidad Pública" (producido por la UdeG y transmitido semanalmente por Televisa Guadalajara). Más tarde fue designada directora del Centro de Estudios Estratégicos para el Desarrollo, del Centro Universitario de Ciencias Sociales y Humanidades de la Universidad de Guadalajara. Desde ese espacio, fue responsable de impulsar y coordinar la construcción de insumos técnicos, tales como diagnósticos, propuestas, análisis de factibilidad, entre otros, para el desarrollo de proyectos, programas y políticas, tanto para la propia UdeG como para otras instituciones públicas y organizaciones.
Posteriormente, en el año 2006, recibió una invitación para participar en el gobierno de la Ciudad de México, siendo entonces Marcelo Ebrard el Jefe capitalino. Fungió como Coordinadora de Asesores de la Jefatura Delegacional en Tlalpan y como Asesora de la Contraloría General del Gobierno del Distrito Federal. En el año 2009 fundó y dirigió la Escuela de Administración Pública del Distrito Federal (EAP-DF), considerada la primera institución en América Latina especializada en formar servidores públicos. Como su primera directora, fue responsable del diagnóstico de necesidades formativas del funcionariado y de la construcción del modelo educativo, pedagógico y curricular, así como de los perfiles de ingreso y egreso de la escuela. Bajo su dirección, fueron elaboradas dos colecciones: "Cuadernos de Trabajo: Los Retos Fundamentales de México", de 12 tomos, y "Biblioteca Básica de Administración Pública", con 20 tomos; ambas coeditadas por la EAP-DF y la UdeG. 
Fue Secretaria de Educación del Distrito Federal en el gobierno de Miguel Ángel Mancera durante el periodo 2012-2015, donde creó el programa SaludArte, un proyecto que introdujo la perspectiva “Educación para la Vida” en educación básica en la entidad. Dicho programa brindó alimentación gratuita a 20 mil niños de las 100 escuelas de más alta marginación en la CDMX, con menús desarrollados por el Instituto Nacional de Ciencias Médicas y Nutrición “Salvador Zubirán” (INCMNSZ) y el Colectivo de Cocina Mexicana. Se logró una colaboración con el Instituto Nacional de Salud Pública (INSP) en la ejecución del estudio diagnóstico de línea basal y la evaluación de impacto de este proyecto.
En 2016, de nueva cuenta en la Universidad de Guadalajara, fue nombrada Rectora del Centro Universitario de los Altos, por el entonces Rector General Tonatiuh Bravo Padilla, quien destacó que el nombramiento de Robles Villaseñor respondía a su “trayectoria de trabajo institucional y experiencia en los ámbitos educativo y de gobierno”. En su paso por el campus multitemático de la UdeG, logró la acreditación de la mayoría de los programas educativos del centro ante organismos como el COMEAA, el CONACI y el CACECA. Además, introdujo la perspectiva de "Educación para la vida", que consistió en la elaboración de un diagnóstico universal de la salud de la comunidad universitaria, estableciendo media hora de activación física obligatoria y transformando el modelo alimentario, introduciendo alimentación nutritiva y creando un huerto universitario. También reconfiguró el modelo de transporte estudiantil y creó la Escuela de Lecheros para apoyar a los ganaderos de más bajos recursos en la región 
Renunció en 2018 a la Rectoría para contender por la diputación local del distrito 03 bajo el partido Movimiento Ciudadano, con el que llegó al Congreso del Estado como parlamentaria de la LXII Legislatura. En dicho periodo fue Presidenta de la Mesa Directiva y Presidenta de la Comisión de Educación, Cultura y Deporte. Es de su autoría la inclusión del inciso h) en el numeral II del Artículo 3.º de la CPEUM, que define el carácter integral de la educación para la vida a través del desarrollo de habilidades cognitivas, socioemocionales y físicas. Asimismo, coordinó el proceso de armonización legislativa y el parlamento abierto resultante en la nueva Ley de Educación del estado, en donde logró la creación del Sistema de Mejora Continua de la Educación y coordinó la convocatoria para la integración de su Consejo Técnico Ciudadano. Finalmente, fue responsable de establecer la evaluación de impacto como condición a la aprobación de la deuda pública adquirida por el ejecutivo de la entidad.
Para la LXIII Legislatura del Congreso de Jalisco, Robles Villaseñor buscó la diputación vía mayoría representativa por el distrito electoral número 9 del estado, afiliada ahora al partido local HAGAMOS. Se convirtió en parlamentaria local para un segundo periodo, aunque lo hizo bajo la vía plurinominal. En esta legislatura fue Presidenta de la Comisión de Administración. Entre sus logros más relevantes destacan: 
- Autora de las iniciativas de Ley: 1) Reforma a la Constitución Política del Estado de Jalisco, 2) Reforma a la Ley Orgánica del Poder Legislativo del Estado de Jalisco, y 3) Reforma a la Ley de Responsabilidades Políticas y Administrativas del Estado de Jalisco, todas en materia de instrumentos de control político al gobierno.
- Autora y responsable de la aprobación del Reglamento de Creación del Servicio Civil de Carrera del Poder Legislativo del Estado de Jalisco.
- Autora de la Reforma al Artículo 4.º de la Constitución Política del Estado, que reconoce el valor y carácter productivo del trabajo doméstico y de cuidado que se realiza en el propio hogar.
- Autora del conjunto de iniciativas de reforma a la Constitución Política, al Código Penal y la Ley de Salud del Estado de Jalisco para la despenalización del aborto.
- Impulsora de las reformas al Código Civil de Jalisco para avalar el matrimonio entre personas del mismo sexo.
- Impulsora del proceso de desafuero en contra de un magistrado del Supremo Tribunal de Justicia, acusado de abuso sexual a una menor.
- Promovió la instalación de la Comisión Especial para la Planeación y Supervisión de la inversión en la Red de Distribución de Agua Potable del área metropolitana de Guadalajara, misma que fue aprobada y de la que fue designada presidenta por el pleno.

Desde 2023, forma parte del Sistema Nacional de Investigadores del Consejo Nacional de Humanidades, Ciencias y Tecnologías, el organismo gubernamental de mayor prestigio para el reconocimiento de la investigación profesional en México. 
A finales del 2024, la académica se presentó como una de las aspirantes a la Rectoría General de la Universidad de Guadalajara  con un programa de trabajo que llevaba por lema Por las y los estudiantes, todo. La clave está en las y los maestros, bajo el que propuso una visión feminista que apostaba por el derecho del estudiantado a tener una educación plena en todos los sentidos, dignificando y reconociendo la labor docente a través de mejores salariales y adecuada formación docente, especializada en la didáctica y la pedagogía para saber enseñar. Obtuvo 30 votos del Consejo General Universitario en la sesión extraordinaria del 22 de noviembre del 2024, en la elección donde resultó ganadora la maestra Karla Alejandrina Planter Pérez. Tras la contienda, la doctora Robles continuó como profesora investigadora titular C en el Centro Universitario de Ciencias Sociales y Humanidades, donde imparte clases de pre y posgrado. 

## Premios y reconocimientos
A lo largo de su trayectoria como académica y servidora pública, la exlegisladora ha sido acreedora a múltiples distinciones que reconocen sus aportes en materia de educación, derechos humanos y servicio público. Entre los más importantes, destacan: 
- Premio Universitario de Derechos Humanos, en la categoría de Servicio Público. Universidad de Guadalajara (2022). [28]
- Presea especial Simone de Beauvoir. Sindicato de Trabajadores Académicos de la Universidad de Guadalajara STAUdeG (2022). [29]
- Galardón Honorífico al Mérito Ambiental. Junta Intermunicipal de Medio Ambiente Altos Sur (2017). [30]
- Reconocimiento por la destacada labor como servidor público. Consejo Económico y Social de la Ciudad de México (2012).
- Medalla Omecíhuatl. Instituto de las Mujeres de la CDMX (2011)[31]

## Publicaciones
El trabajo académico de Robles Villaseñor versa sobre distintos ámbitos, pero es sobresaliente lo relacionado a gobierno y administración pública, género y educación, mismo que ha sido publicado en libros y revistas de reconocido prestigio local y nacional. Entre sus obras recientes destacan: 
- Defender lo que se ama. Mi paso por el Congreso de Jalisco [Libro] (2024).[32]
- Control al Ejecutivo y División de Poderes en Jalisco. Análisis del desempeño de la LXIII Legislatura del Congreso del Estado (2021-2024) [Capítulo] (2024).[33]
- Celebración e inconformidad [Artículo] (2024).[34]
- Hagamos: la alternativa de un nuevo partido por y para Jalisco [Capítulo] (2023).[35]
- Educación: el desafío de la calidad [Capítulo] (2017).[36]
- Efecto del programa de servicios SaludArte en los componentes de alimentación y nutrición en escolares de la Ciudad de México [Artículo] (2017).[15]

## Prensa y televisión
Su labor y presencia en los medios de comunicación ha sido nutrida. Durante su paso por Radio Universidad de Guadalajara fue conductora titular del noticiero matutino y conductora de 52 reportajes radiofónicos y 51 programas televisivos sobre asuntos de actualidad e interés público, para los programas Reportajes de Actualidad Pública (producido por la Dirección General de Producción Audiovisual de la Universidad de Guadalajara y transmitido semanalmente por Televisa Guadalajara) y Revista de Análisis Político (transmitido por Radio Universidad), contribuyendo a difundir información relevante, promover la transparencia y la rendición de cuentas, empoderar a la ciudadanía y crear conciencia social, coadyuvando a la creación de una sociedad más informada, participativa y comprometida con la mejora de su entorno. 

Asimismo, Robles Villaseñor fue la defensora del lector en el periódico Público (anteriormente Siglo XXI [hasta 1997] y después del 2011 conocido como Milenio Jalisco) de febrero de 2004 a enero de 2006, donde publicó decenas de columnas que condensaban sus análisis como ombudsman y daba seguimiento a los casos y sugerencias que realizaban las y los lectores. 
"Muchos lectores la mencionaban entre las razones por las que elegían ese periódico por sobre los demás" Masini-Aguilera, (2014), p. 70. 